# Эрно, Анни
Анни́ Эрно́ (фр. Annie Ernaux, урождённая Анни́ Тере́з Бланш Дюше́н, фр. Annie Thérèse Blanche Duchesne; род. 1 сентября 1940 года, Лильбонн, Франция) — французская писательница. Лауреат Нобелевской премии по литературе 2022 года «за храбрость и клиническую остроту, с которыми она раскрывает корни, отчуждённость и коллективные ограничения личной памяти».

## Биография и творчество
Анни Дюшен родилась 1 сентября 1940 года в Лильбонне (Нормандия), где родители держали небольшое кафе. После войны, когда Анни было пять лет, семья перебралась в соседний город Ивто и открыла кафе там. Родители прилагали большие усилия, чтобы дать Анни образование, она закончила частную католическую школу и Руанский университет, в котором изучала литературу. Она с 16 лет вела дневник и в 22 года написала первый роман, который не опубликовала.
В 1964 году Анни вышла замуж за Филиппа Эрно и переехала с мужем в Анси. В браке родилось два сына. В 1970-х Анни преподавала литературу в начальной и в средней школе в Анси-ле-Вьё и в Понтуазе, а затем была принята в Национальный центр дистанционного обучения. Дебютный роман «Les Armoires vides» Эрно опубликовала в 1974 году, и, как и во всех последующих произведениях, в нём присутствовали отчётливые автобиографические мотивы. В начале 1980-х брак писательницы распался. Первым крупным литературным успехом Эрно стал её четвёртый роман «Своё место», рассказывавший о жизни её отца и принесший ей престижную премию Ренодо.
Все романы Эрно тем или иным образом отражают эпизоды её биографии: детство, социальную карьеру, замужество и материнство, открытие собственной сексуальности, аборт, рак груди, болезнь и смерть матери. По словам писательницы, она предпочитает не творить в рамках традиционных жанров, а искать собственную форму самовыражения. Мадлен Шварц (The New Yorker) определяет Эрно как «мемуаристку, которая не доверяет собственным воспоминаниям»: она переключается между повествованием от лица себя в возрасте описываемого события и взглядом из времени написания книги, описывает несовершенство своей памяти, лакуны и попытки заполнить их с помощью поиска информации о прошлом в Интернете или изучения старых писем. Бо́льшая часть произведений Эрно выходила в издательстве «Галлимар».
Поддерживает левые силы, в том числе из коалицию Новый народный фронт, солидаризовалась с протестами жёлтых жилетов. Писательница является убеждённой сторонницей антиизраильского общественного движения BDS. После объявления о награждении её Нобелевской премией высказалась в поддержку народного восстания иранцев против их правительства.

## Премии
- 1984 год — Премия Ренодо за роман «La Place»
- 2008 год — Премия Маргерит Дюрас[фр.] за роман «Les Années»
- 2008 год — Премия Франсуа Мориака за роман «Les Années»
- 2008 год — Премия французского языка за совокупность творчества
- 2022 год — Нобелевская премия по литературе «за мужество и клиническую остроту, с которыми она раскрывает корни, отчуждённость и коллективные ограничения личной памяти».

С 2014 года почётный доктор Университета Сержи-Понтуаз.

## Экранизации
- 2020 — Обыкновенная страсть / Passion simple (Франция) — по одноимённому роману